# Rezervația naturală Buciaș
Rezervația naturală Buciaș este o arie protejată de interes național ce corespunde categoriei a IV-a IUCN (rezervație naturală de tip peisagistic), situată în estul României, pe teritoriul județului Bacău

## Localizare
Aria naturală se află în extremitatea sud-vestică a județului Bacău (în vestul satului Scutaru, aproape de limita cu județul Vrancea), pe teritoriul administrativ al comunei Mănăstirea Cașin. 

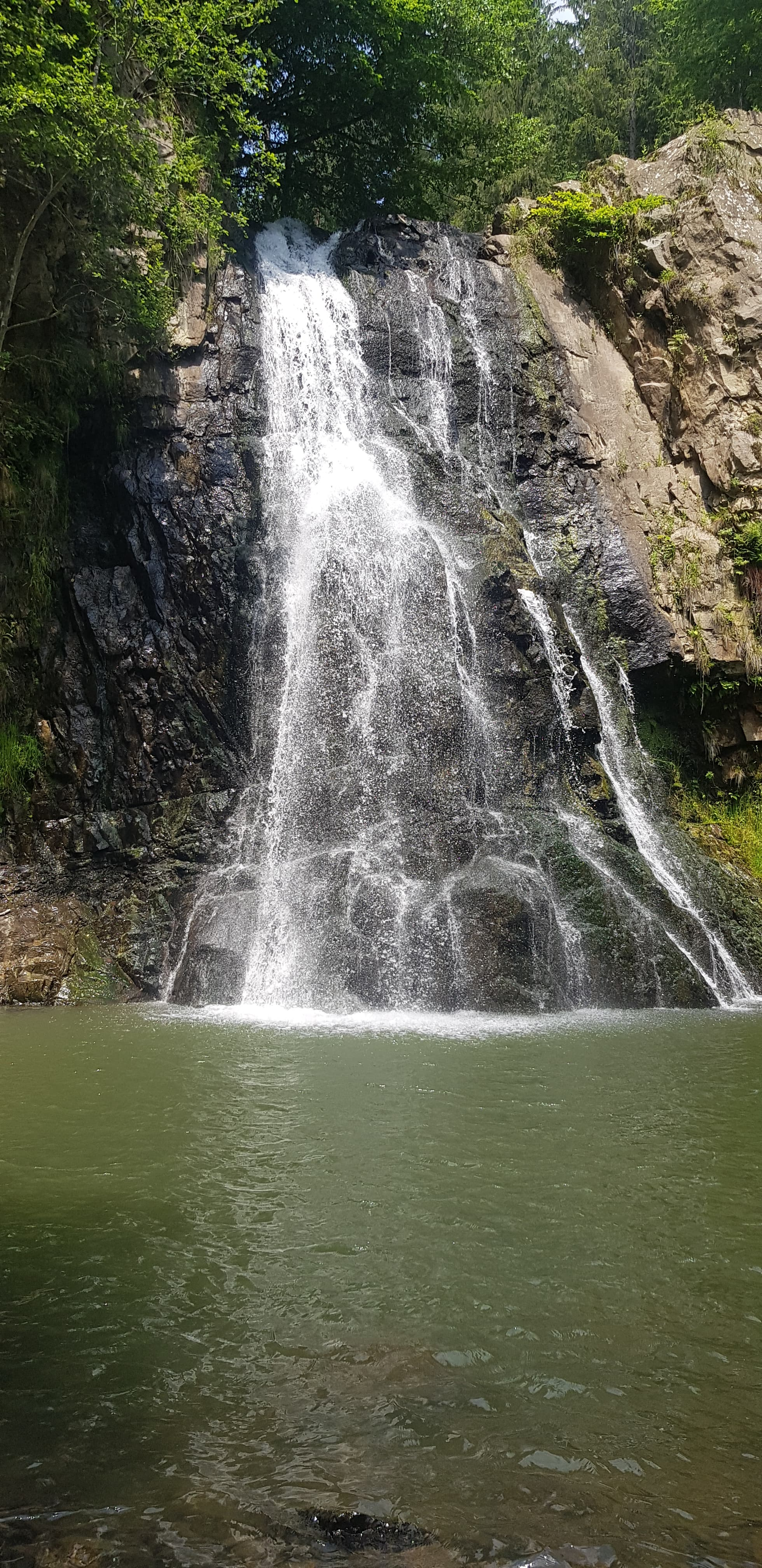
Cascada Buciaș

## Înființare
Buciaș a fost declarată arie protejată prin Hotărârea de Guvern Nr.2151 din 30 noiembrie 2004 (privind instituirea regimului de arie protejată pentru noi zone) și se întinde pe o suprafață de 471 ha.
Arealul „Buciaș” reprezintă o zonă naturală în nord-vestul Munților Vrancei (subunitate geomorfologică a Carpaților de Curbură, aparținând de lanțul muntos al Carpaților Orientali), constituită dintr-un relief deosebit de pitoresc, un ansamblu de abrupturi stâncoase, creste, țancuri, turnuri, cheiuri și cascade. Aceasta se află pe cursul inferior al Bucieșului, la confluența acestuia cu râul Cașin (afluent de dreapta al Trotușului).

## Atracții turistice
În apropierea rezervației naturale se află fosta mănăstire Cașin (monument istoric de arhitectură datând din 1657). Ansamblul cuprinde biserica „Sfinții Voievozi”, ruinele casei domnești a lui Gheorghe Ștefan (secolul al XVII-lea), ruinele școlii domnești (secolul al XIX-lea), ruinele chiliilor și turnului-clopotniță (1657) și zidul de incintă (1657).